# Indiska plattan

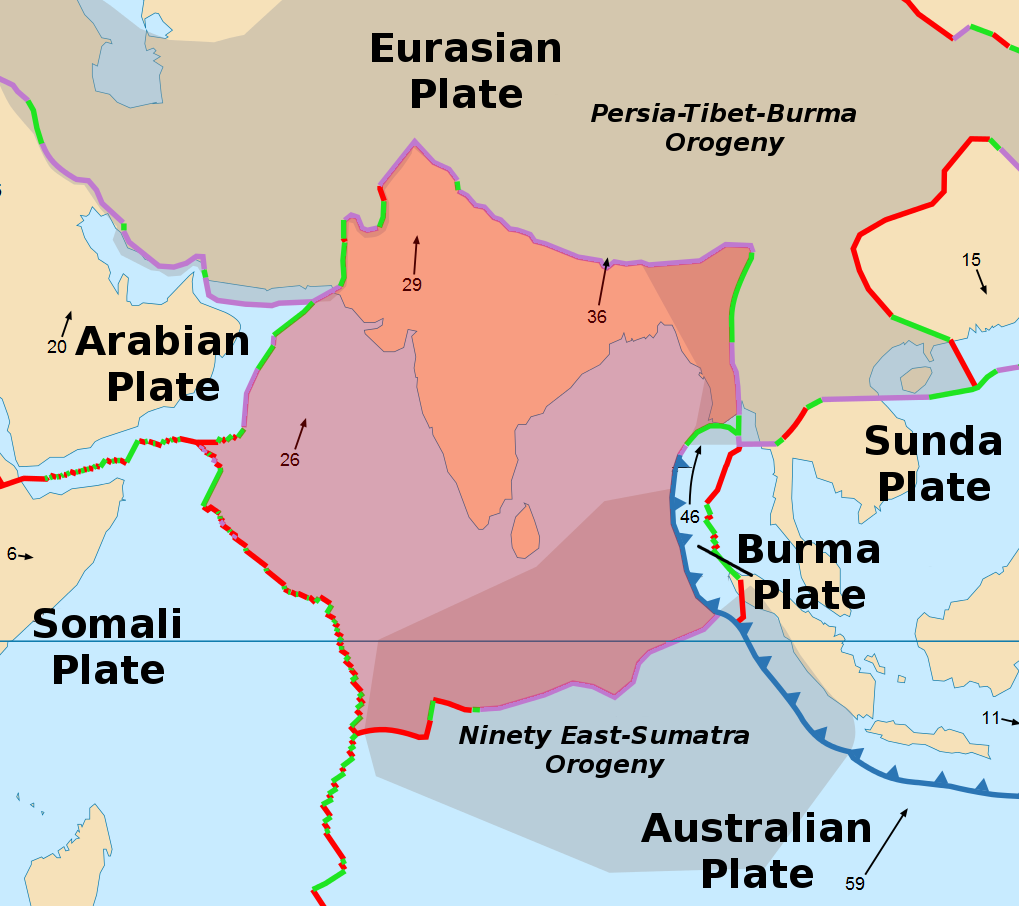
Indiska plattan

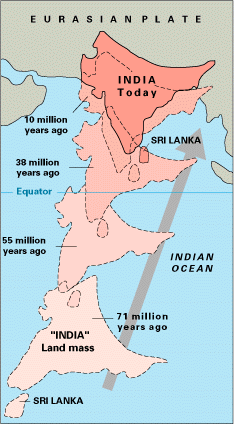

Den indoaustraliska plattan håller på att brytas isär i ett område väster om Sumatra.

Den indiska plattan är den del av den indoaustraliska kontinentalplattan som omfattar den indiska subkontinenten och en del av den omgivande Indiska oceanen. Den betraktas ibland som en självständig litosfärplatta, då det finns en seismiskt aktiv deformationszon mellan denna och den sydöstra delen, den australiska plattan.
Indiska plattan stöter i norr ihop med den eurasiska kontinentalplattan, en pågående kollision som är en del av den så kallade alpina orogenesen, tillkomsten av bergskedjor inom det långsträckta bälte som kallas Alpiderna.
I sydost möter den även Burmaplattan under vilken den åker ned i en subduktionszon.

## Utveckling
Den indiska plattan var en del av den södra superkontinenten Gondwana, tills den för ungefär 140 miljoner år sedan bröts loss från den antarktiska kontinentalplattan. För ungefär 100 miljoner år sedan hade den brutits loss också från både den australiska plattan och från Madagaskar och färdades därefter i en hastighet av närmare 20 cm/år norrut.
För cirka 50 miljoner år sedan började den indiska plattan kollidera med den eurasiska kontinentalplattan, en kollision som blev allt kraftigare och bland annat gav upphov till jordens nu högsta bergskedja, Himalaya, samtidigt som hastigheten bromsats upp till 5 cm/år. Plattan har dessutom en viss rotation och kollisionshastigheten är i den västliga delen av subduktionszonen cirka 35 mm/år och i öster omkring 50 mm/år. Vid Tibetplatån ligger hastigheten kring 36–40 mm/år.
För ungefär 43 miljoner år sedan sammanfogades den australiska plattan, också på väg norrut, med den uppbromsade indiska plattan, varpå den större indoaustraliska kontinentalplattan bildades.
För ungefär 10 miljoner år sedan påbörjades en deformation av den indoaustraliska plattan, som så småningom lär leda till en total delning i en indisk och en australisk kontinentalplatta. Orsaken antas vara att plattans rörelse norrut bromsas upp mer i den västra delen, vid den indiska plattan, än i öster, där den australiska delen fortsatt att röra sig snabbare, med en hastighetsskillnad på 13 mm/år. Detta har resulterat i en deformationszon i Indiska oceanen, strax väster om Sumatra.